# یک لطف ساده (فیلم)
یک لطف ساده (به انگلیسی: A Simple Favor) یک فیلم کمدی سیاه و معمایی آمریکایی محصول سال ۲۰۱۸ که توسط پال فیگ کارگردانی شده‌است. فیلم‌نامه آن توسط جسیکا شارزر و بر اساس رمانی با همین نام نگاشته شده‌است. آنا کندریک، بلیک لایولی، هنری گلدینگ، اندرو رنلز و پتی هریسون از بازیگران اصلی این فیلم هستند.
این فیلم در ۱۴ سپتامبر ۲۰۱۸ توسط لاینزگیت فیلمز در ایالات متحده منتشر شد. منتقدان پیچش های داستانی و بازی کندریک، لایولی و گلدینگ را ستودند. این فیلم با بودجه ۲۰ میلیون دلاری ۹۷ میلیون دلار در سرتاسر جهان به دست آورد. دنباله‌ای با نام یک لطف ساده دیگر قرار است در ۱ می ۲۰۲۵ در آمازون پرایم ویدئو منتشر شود و کندریک و لایولی دوباره نقش‌های خود را بازی کنند و فیگ به کارگردانی بازگردد.

## داستان
یک لطف ساده قصه یک مادر بلاگر به نام استفانی (آنا کندریک) را روایت می‌کند که قصد دارد بفهمد چرا دوستش، امیلی (بلیک لایولی)، ناگهان ناپدید شد. شوهر امیلی، شان (هنری گلدینگ)، با او همراه می‌شود تا در این مسیر با خیانت‌ها و رسوایی‌ها روبرو شوند. در نهایت پرسش این است که چه کسی با عشق، وفاداری، قتل و انتقام چه کسی را گول می‌زند.